# فتح بارني لفرثيا
في عام 245 قبل الميلاد، أعلن أندراغوراس، حاكم (مرزبان) فرثيا السلوقية («غرب خراسان تقريبًا») الاستقلال من السلوقيين، عندما استولى بطليموس الثالث، عقب وفاة أنطيوخوس الثاني، على العاصمة السلوقية في أنطاكية، و«ترك مستقبل السلالة السلوقية في موضع تساؤل.»
في هذه الأثناء، "انتخب رجل يدعى أرشك، من أصل سيكيثي أو باختري[a] زعيمًا لقبائل بارني". وبعد انفصال فرثيا من الإمبراطورية السلوقية والخسارة الناتجة عن الدعم العسكري السلوقي، واجه أندراغوراس صعوبة في الحفاظ على حدوده، وفي حوالي 238 قبل الميلاد - وتحت قيادة «أرسسيس وأخيه تيريديس» غزت بارني فرثيا وسيطرت على أستابين (أستاوا)، وهي المنطقة الشمالية من تلك المنطقة، وعاصمتها الإدارية كابوتشان (قوتشان في فرجيت).
بعد فترة وجيزة، استولت بارني على بقية فرثيا من أندراغوراس، مما أدى إلى مقتله في هذه العملية.